# Subdiácono
El hipodiácono[cita requerida] o subdiácono (del griego hypo, bajo, diákonos, servidor) es un clérigo ordenado para servir en el altar. Es un orden anterior al diaconado y posterior al acolitado.
Sus orígenes se remontan a los primeros tiempos de los apóstoles cuando las distintas iglesias fueron creciendo y hubo necesidad de ordenar a más de siete diáconos. Por ser este el número establecido por la Biblia, se procedió a seguir ordenando para el servicio bajo la denominación de subdiáconos.[cita requerida] Diferentes referencias se encuentran desde los cánones del Primer Concilio Ecuménico de Nicea.[cita requerida] Las Iglesias orientales católicas bizantinas así como las ortodoxas, aún conservan este ministerio. Su investidura litúrgica oriental es el stijarion y la estola u orarion.
En el Iglesia latina los subdiáconos usaban la tunicela como vestidura exterior propia y característica, similar -prácticamente igual- a la dalmática.
El motu proprio Ministeria quaedam del 15 de agosto de 1972 decretó: "Deja de existir en la Iglesia latina el Orden mayor del Subdiaconado. Sin embargo, en algunos sitios, a juicio de las conferencias episcopales, el acólito puede ser llamado también subdiácono".
Los institutos de vida consagrada y las sociedades de vida apostólica que tienen el permiso de emplear exclusivamente la forma 1962 de la misa del rito romano mantienen el subdiaconado, que ya no es un sacramento.